# Giovanni Knapp
Pour les articles homonymes, voir Knapp.
Giovanni Knapp, né le 28 juillet 1943 à Belluno et mort le 21 février 2021 dans la même ville, est un coureur cycliste italien.

## Biographie
Professionnel de 1965 à 1967, il a gagné une étape du Tour d'Italie en 1966, lors de son unique participation au Giro,.

## Palmarès

### Palmarès amateur
- 1963
  - Milan-Borzonasca
- 1964
  - 2e de Bassano-Monte Grappa
- 1965
  - Gran Premio Cementizillo

### Palmarès professionnel
- 1966
  - 4e étape du Tour d'Italie

## Résultats sur les grands tours

### Tour d'Italie
1 participation
- 1966 : 36e, vainqueur de la 4e étape

### Tour d'Espagne
1 participation
- 1967 : abandon